# FIFA Soccer 95
FIFA Soccer 95 ist der zweite Teil der Spielserie nach FIFA International Soccer und erschien dessen Nachfolger exklusiv für das Sega Mega Drive.

## Gameplay
Im Großen und Ganzen wird das im Vorgänger eingeführte Spielprinzip beibehalten. Insgesamt wurde jedoch der Spielablauf, der nun schneller ist, und Details geändert. Die KI der Gegner wurde verbessert. Die Grafik wurde ebenso überarbeitet, z.B, verfügen die Sprites über mehr Animationen. Weitere Verbesserungen gibt es beim Sound.
Die Spieler haben Fantasienamen. Jedoch gibt es 64 Nationalmannschaften, 8 Fußballligen und 154 von der FIFA lizenzierte Fußballmannschaften.

## Kritiken
Insgesamt erhielt das Spiel von der nationalen und internationalen Fachpresse gute Kritiken. Anbei ausgewählte aus dem deutschsprachigen Raum:
- Mega Fun 12/94: 88 % (Grafik 87 %, Sound 89 %)[2]
- Video Games 12/94: 80 % (Grafik 77 %, Sound 81 %)
- Gamers 11/94: 2+ (Grafik 1-, Sound 1-)[3]

"Klassik-Test" der Maniac vom 15. November 2017:

„FIFA total: Spielerisch verfeinertes und mit diversen Ligamodi erweitertes Update des besten Konsolenfußballs.“